# ネパール・チベット戦争
ネパール・チベット戦争（ネパール・チベットせんそう、英語：Nepalese–Tibetan War）は、ネパールとチベットの間に勃発した戦争。
清・ネパール戦争を第一次ネパール・チベット戦争と数えることもあるため、この戦争は第二次ネパール・チベット戦争とも呼ばれることがある。また、グルカ戦争とも呼ばれることもあるが、これは基本的にイギリスとネパールとの戦争を指す。

## 戦争に至るまでの経緯

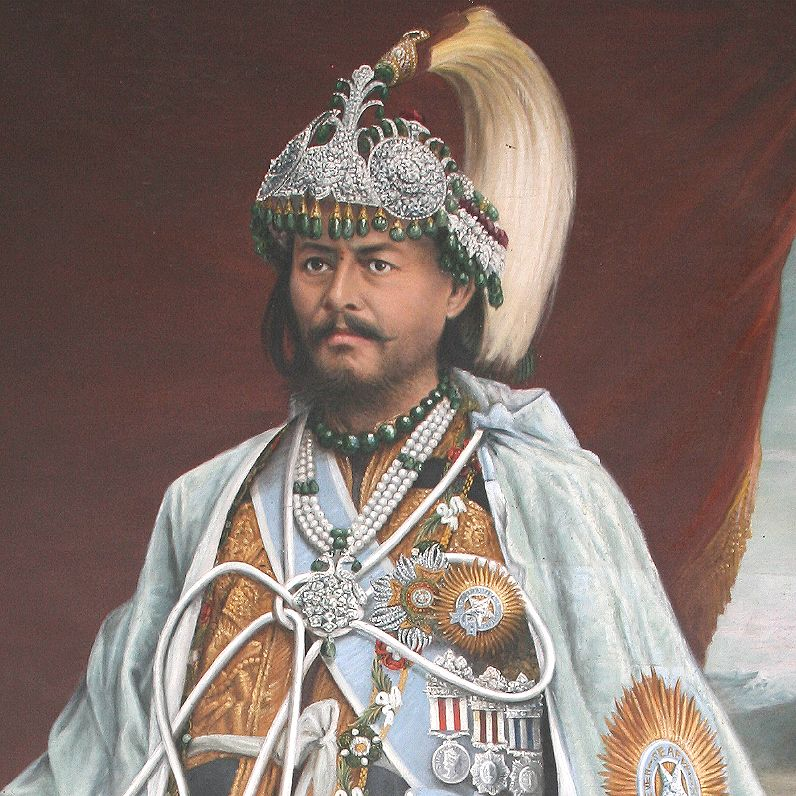
ジャンガ・バハドゥル・ラナ

1816年、ネパールはグルカ戦争でイギリスに敗北し、スガウリ条約の締結によって南側への領土拡張は不可能であった。また、1792年の清・ネパール戦争の講和条約の結果、清を宗主国とするチベットへの侵攻は不可能となっており、条約でネパールもチベット同様に清の朝貢国とされていた。
だが、1852年にネパールから清の皇帝に派遣された大使節団（朝貢使）は条約で定められた通りに清国からもチベットからも食糧を与えられず、帰還できたのはたったの一名だけであった。
ネパールの宰相ジャンガ・バハドゥルはこれを見て、清国が阿片戦争で敗れ、太平天国の乱で勃発ですっかり弱体化し、以前のようにチベットに援軍を派遣できないと悟った。また、彼はチベットの国境付近の土地、チベットに蓄えられた富を羨望していた。
そうしたなか、同年にはカサ村でチベットと国境紛争が発生し、1854年にはチベットでネパール商人の暴行が発生し、数人のネパール商人が殺害された。ネパールはチベットが善処しなかったことを理由とし、チベットに1000万ルピーの賠償を要求した。だが、首都カトマンズに来訪したチベットの代表団は50万ルピーまでは支払可能としたため、ネパールは拒否した。
結局、チベットの代表団は期限までに戻ってこなければ拒否回答と理解してほしいと、政府の最終回答を仰ぐため帰国した。だが、チベットの代表団が戻ってくることはなかったため、1855年3月にネパールはチベットに宣戦布告の書簡を送った。このとき、ラサに駐在していた清国の代表のみならず、清国の皇帝にもその旨を伝えた。

## 戦争の経過
同月、ジャンガ・バハドゥルの弟バム・バハドゥル将軍の三連隊がケルンに向かい占拠し、ククルガートも制圧した。4月末にはチベット軍の主要拠点ゾンガを9日間の激戦の末に制圧することに成功した。
一方、同月にジャンガ・バハドゥルの別の弟ディール・シャムシェルは二連隊でケルンを制圧した。さらにそこから期待へ15キロのソナゴンバを制圧した。
ネパール軍はチベットの南部を占領したが、雨期が来たために戦闘を中止した。その後、ネパールは清国との和平交渉を重ねて、8月に清の使節団がネパールの首都カトマンズに入った。ジャンガ・バハドゥルは使節団に対し、以下の要求を突き付け、このうち1つが認められれば軍を撤退するとした。
- チベットがケルン、クティを割譲する。
- 賠償金1000万ルピーの支払い。
- 清国がチベットを完全な独立国として認める。

だが、清国はこれを認めず、カトマンズにおける和平会談は決裂した。次にシカールゾンで会談が開かれたが、ここでも清国は妥協しなかった。
ネパールと清国が和平会談中、チベットは着々と軍を整備し、11月になると反撃を開始した。同月にケルン、クティ、ゾンガが急襲され、ネパールはケルン、ゾンガは死守したものの、クティは6万2千のチベット軍に奪還された。また、クティではネパール軍は700人の犠牲を被った。
ネパールはすぐさま反撃に出た。ジャンガ・バハドゥルはイギリス東インド会社から大量の食糧を購入して兵を増強、12月にはディール・シャムシェルがこの軍を以てクティを攻撃し、占領した。また、サナク・シンハ・カトリらの軍もゾンガを確保し、西方地域も占領した。

## 講和
一連の戦いで両軍とも損害を出したが、チベット軍の方が被った損害の方が大きかった。加えて、チベットでは内紛が生じ、戦争の継続は困難となった。一方、ネパール側もまた、戦費が農民や市民の負担となり始め、物価の高騰もあって戦争の継続は困難となった。両者ともに戦争の終結を望み、チベットが講和を申し込んできた。
1856年、チベットの代表団はカトマンズに入り、タパタリ宮殿で会談が開かれた。そして、3月に両国の間でタパタリ条約が締結された。なお、太平天国の乱で動揺していた清の代表は会談にあくまで立会人の立場で参加し、条約に形式的な修正をもたらしただけであった。
タパタリ条約では相互の捕虜解放など、チベットへの領土返還が定められたが、これはネパール有利に結ばれたものであった。また、チベットには毎年1万ルピーの貢納やネパール商人の関税免除が定められるなど、チベットのネパールへの従属性を強めるものであった。